# Bitwa o Lundy’s Lane
Bitwa o Lundy’s Lane – bitwa  wojny brytyjsko-amerykańskiej 1812 roku, która odbyła się w trzecim roku jej trwania, 25 lipca 1814, pod miastem Niagara Falls.
Oddział amerykański w liczbie 2000 żołnierzy zaatakował dobrze przygotowany do walki, uzbrojony w artylerię i równy liczebnie oddział brytyjski. Brytyjczycy liczyli na swoją przewagę ognia i ogólną przewagę taktyczną. Amerykanie zaatakowali baterię artylerii. Doznając ciężkich strat zdobyli szaniec późnym popołudniem. Bitwa przeciągnęła się do zmroku. Zapadające ciemności i dymy od wystrzałów pokrywające pole walki znacznie ograniczyły widoczność, tak że wielu żołnierzy po obu stronach zginęło od własnego ognia.
Bitwa zakończyła się około północy, kiedy to obie strony zdecydowały się wycofać z pola bitwy. Amerykanie odeszli w stronę Fortu Erie paląc za sobą  mosty, by utrudnić ewentualny brytyjski pościg. Po drodze Amerykanie rozbili niewielki oddział brytyjski broniący im dostępu do Fortu.
Bitwa o Lundy’s Lane była najbardziej krwawą bitwą wojny. Do tego dnia pozostaje najbardziej krwawą bitwą na terytorium Kanady. Obie strony straciły około 45% swych sił. Bitwa uznawana jest za nierozstrzygniętą, choć obie strony ogłosiły swoje zwycięstwo.
Bitwa ta zakończyła amerykańskie próby zajęcia Kanady. Od tego momentu wojna toczyła się wyłącznie na terenie Stanów Zjednoczonych. Strony nie osiągnęły żadnych korzyści terytorialnych. Taryfy celne oraz praktyka aresztowania i utrudniania handlu amerykańskiego zostały zarzucone jeszcze przed wybuchem wojny. Amerykanie zobowiązali się przestrzegać suwerenności Kanady (odtąd zrezygnowali z prób „wyzwalania” tego kraju).
Dla Wielkiej Brytanii wojna również miała niewielkie znaczenie, jeśli nie liczyć kilku upokarzających porażek w końcowej fazie wojny oraz konieczności ostatecznego pogodzenia się z utratą wpływów w niekanadyjskiej Ameryce.
Dla Stanów Zjednoczonych bitwa ta nie przyniosła zasadniczych korzyści. Pomogła jednak zbudować mit niezwyciężonej armii. Ważna też była z punktu widzenia tworzenia „narodu amerykańskiego”. W niektórych źródłach amerykańskich wojna ta wręcz nazywana jest „drugą wojną o niepodległość”. Leżała też u podłoża zmian w amerykańskich siłach zbrojnych. Po pierwsze rozpoczęto rozbudowę ilościową floty wystawianej przez rząd federalny i zarzucono koncepcję, że wystarczające będzie utrzymywanie wyłącznie garstki fregat do ewentualnych działań antypirackich. Po drugie w siłach lądowych główną rolę przyznano armii zawodowej utrzymywanej przez rząd federalny a zaczęto ograniczać rolę milicji stanowych.